# وحشتی جوشقانی
خواجه حسین جوشقانی کاشانی متخلص به وحشتی از شاعران سده دهم و یازدهم (صفویه) است.

## زندگی‌نامه
وحشتی جوشقانی در جوشقان استرک از توابع کاشان (۲۰ کیلومتری کاشان_مشهد اردهال)، به دنیا آمد. وی از شاگردان محتشم کاشانی و غیرتی شیرازی بود و با ابوتراب بیگ فرقتی انجدانی کاشانی (وفات ۱۰۲۵ ق) دوستی داشت. در سال ۹۹۹ ق به شیراز رفت و پس از اقامتی کوتاه به هند مسافرت کرد و در زمان محمدقلی قطبشاه (۹۸۹–۱۰۲۰ ق) درشهر گلکنده دکن رسید و همان‌جا در ۱۷ ذی الحجه ۱۰۱۳ (۱۶ اردیبهشت ۹۸۴) درگذشت. وحشتی در زندگی دارای فرزندی نشد و اشعارش یادگاری جاودانه از اوست.
دکتر ذبیح‌الله صفا در کتاب تاریخ ادبیات در ایران آورده که مولانا وحشتی جوشقانی از شاعران معروف سدهٔ دهم و یازدهم و از شاگردان محتشم کاشانی بود. … در بعضی از مأخذها او را کاشانی و همان خواجه حسین کاشی دانسته‌اند که میرتقی‌الدین از او در خلاصة الاشعار نام برده‌است.

## دیوان وحشتی جوشقانی
دیوان وحشتی کاشانی شامل دو هزار بیت مشتمل بر ۲۷۵ غزل و نیز اشعاری در قالب قصیده و رباعی است؛ که در سال ۱۳۸۲ با مقدمه و تصحیحِ آقای افشین عاطفی در انتشارات خاطرات قلم در ۱۶۰ صفحه و با تیراژ ۱٬۰۰۰ نسخه چاپ شد.
وحشتی در شعر از شیوه شعرای عصر صفوی (قرن دهم) پیروی می‌کرد؛ برای مثال در غزل شمارهٔ ۴۷ می‌خوانیم:
| بی رُخَت از برقِ آهم کوه و صحرا آتش است |  | وز تف خون سرکشم، آب دریا، آتش است |
| عاشقان را گاه دیدار تو می‌سوزد حجاب   |  | در دل پر آرزو ذوق تماشا آتش است   |
| گر ز آه ماه برافروزد جهانی دور نیست  |  | مهر خورشید رخت در سینه ما آتش است |

## سروده‌ای دیگر از او
| دوش یک دم زلف مشکین را پریشان کرده بود |  | تا سحر خورشید را در مشک پنهان کرده بود  |
| صد قیامت رفت و گرد از تربت ما برنخاست  |  | غمزه اش یا رب چه در کار شهیدان کرده بود |
| شب خیال کفر زلفت در دل من می‌گذشت       |  | تا خبر می‌شد مرا با روح پیمان کرده بود   |
| یاد مستی‌های آن سیمین بدن کز روی ناز    |  | چاک‌ها در جانم از چاک گریبان کرده بود    |
| گر نباشد گریه بی او هر نفس در دل گره   |  | اشک من بنیاد غم صد بار ویران کرده بود   |
| بی دوای درد جانان وحشتی رفت از جهان    |  | غالباً از درد یک شب یاد درمان کرده بود   |

## وحشتی جوشقانی درلغتنامهٔ دهخدا[۳]
وحشتی{وَ شَ } (اِخ) از شاعران و از مردم جوشقان از توابع کاشان است.
این بیت ازاوست:
| فرهاد اگر از بیستون گلگون به گردن می‌برد |  | من بیستون را می‌برم کارم چو بر گردن فتد |

(مجمع الخواص ص ۲۲۳)